# Little Bookham
Little Bookham – wieś w Anglii, w hrabstwie Surrey, w dystrykcie Mole Valley. Leży 31 km na południowy zachód od centrum Londynu.